# دریای ودل

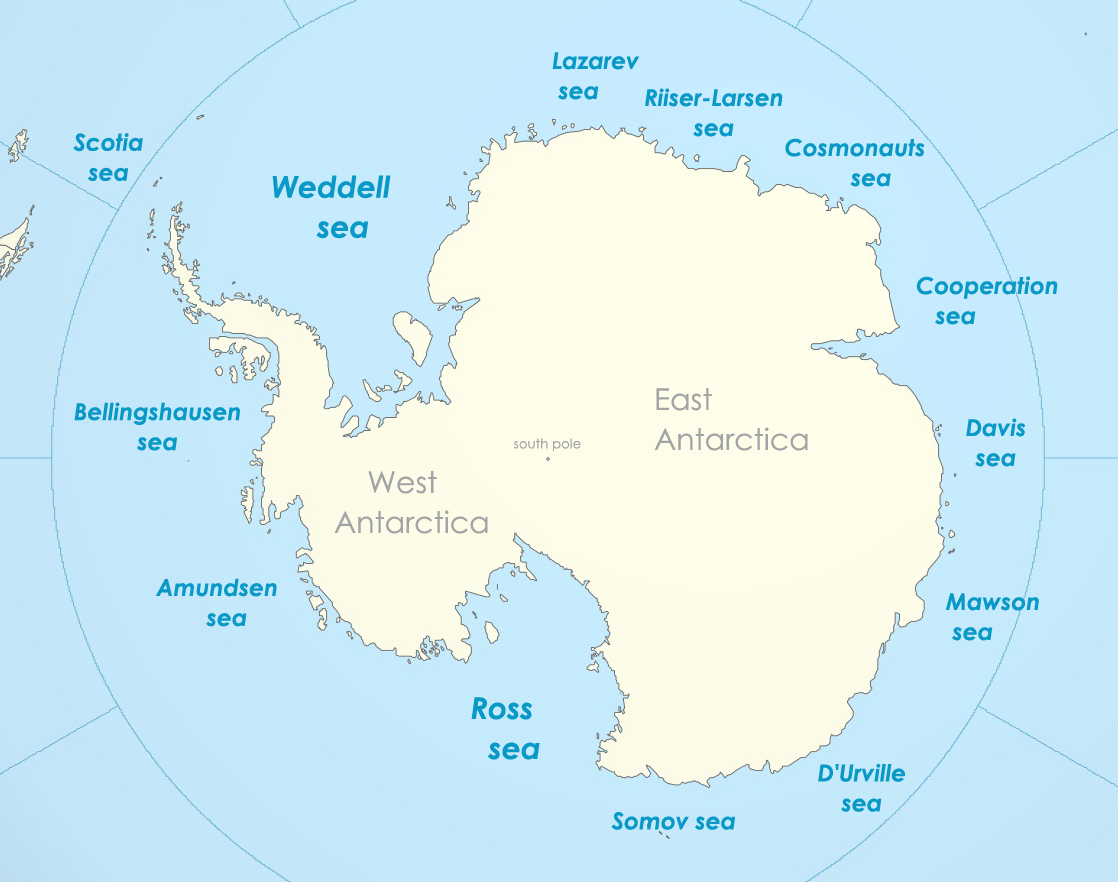
دریای ودل بخشی از اقیانوس منجمد جنوبی

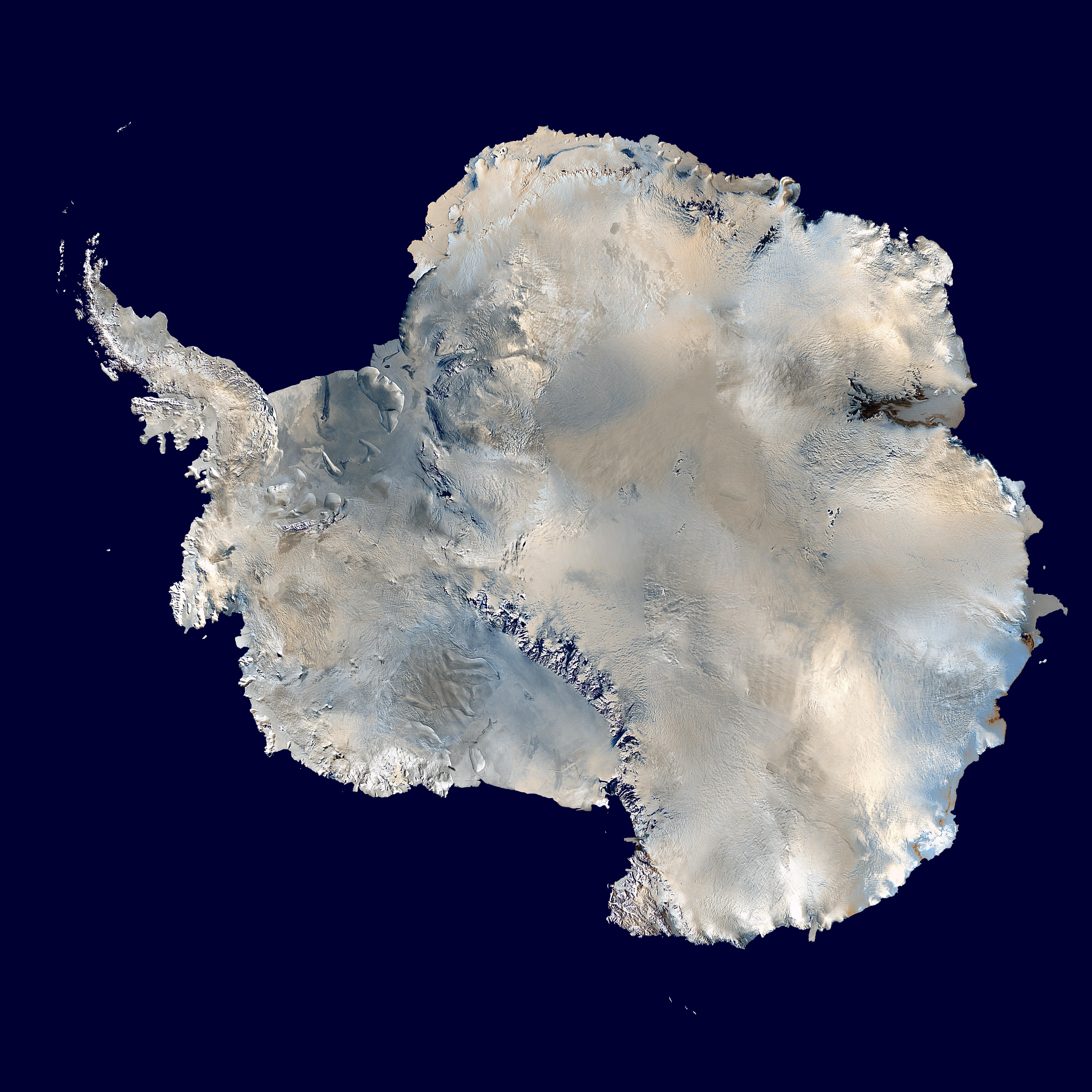
نمای هوایی از جنوبگان، دریای ودل بالا سمت چپ

دریای ودل (به انگلیسی: Weddell Sea) بخشی از اقیانوس جنوبی است. بخش عمده‌ای از این دریا تا جزیره الفنت به صورت دائمی یخ زده است. در پهن‌ترین نقطه این دریا دارای ۲٫۰۰۰ کیلومتر سطح و پهنا می‌باشد. کوه‌های یخ فراوانی در این دریا قرار دارد که در کتب جهانگردان قطب به آنها اشاره شده است.

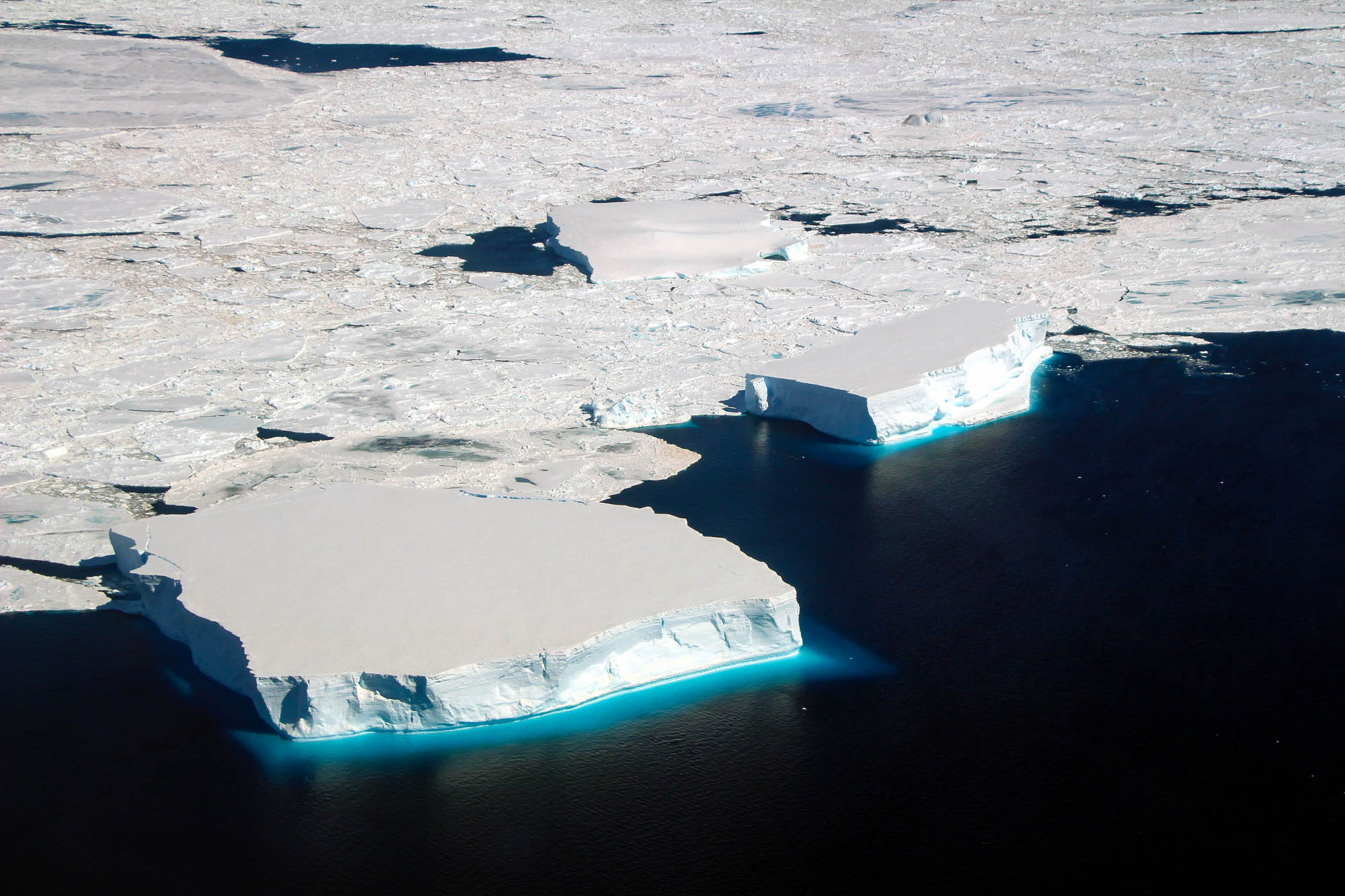
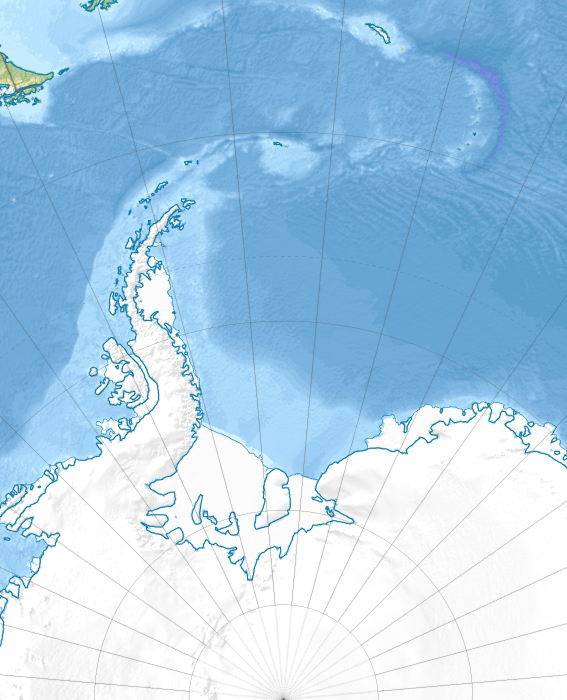